# De Twist
De Twist is een fietsbrug over de Vlaardingervaart in de Nederlandse plaats Vlaardingen, waar hij gewoonlijk De Wokkel genoemd wordt. De kurkentrekkerachtig vervormde kokerbrug is ook bedoeld voor voetgangers en werd in 2009 voltooid. Hij verbindt de naoorlogse woonwijk Holy-Zuid met het westelijk groengebied en met Maassluis, Maasland en de Westwijk. De brug is een herkenningspunt in Vlaardingen.

## Ligging en doel
Vlaardingen ligt op de noordelijke oever van de Nieuwe Maas. De stad ligt aan de westelijke rand van Rotterdam en de Vlaardingervaart ligt dan weer de westgrens van de Vlaardingse woonbebouwing. Het kanaal, dat kortweg de Vaart genoemd wordt, watert vanuit Schipluiden af naar de Nieuwe Maas en wordt gebruikt door kleine recreatievaart, maximaal kajuitboten met een doorvaarthoogte van 1,80 meter.
De Twist is de tweede fietsbrug over de Vaart, negenhonderd meter noordelijker ligt de oudere houten brug van het Broekpolderpad, maar die route is voor de meeste bestemmingen een grote omweg. Verder zijn er tot aan Schipluiden geen bruggen. Zuidelijker, in Vlaardingen zelf, zijn er wel veel bruggen; het dichtstbij is die van de A20, een kleine driehonderd meter verder.
De brug heeft zijn naam geleend aan het fietspad De Twist dat de Trekkade aan de rand van Holy-Zuid verbindt met de Broekpolder, een natuur- en recreatiegebied met sportfaciliteiten aan de westkant van de gemeente. De aanleg van de brug en het pad vulde een ontbrekende schakel in van de fietsroute tussen de Willem de Zwijgerlaan en de Vlaardingervaart.
De Twist sluit aan op drie lokale fietsroutes die verbonden zijn met regionale fietsroutes. Over de Trekkade, een voormalig jaagpad, fietst men naar het noorden of men slaat af over de Frederik Hendriklaan naar de wijk Holy. Al eerder is er een afslag naar de Willem de Zwijgerlaan om via Holysingel, Burgemeester Verkadesingel en Anthony Knottenbeltsingel naar de zuidelijkere wijk Vlaardinger-Ambacht te fietsen. Toen De Twist aangelegd werd, was de Trekkade opgenomen in twee lange-afstandsfietsroutes: de Prinsenroute en de Maas- en Vestingroute. Die zijn echter aangepast of verdwenen.
Aan de Broekpolderse kant zijn er naar het noorden verbindingen langs de rand van de polder, waaronder de Watersportweg richting Golfclub Broekpolder en het veerpontje De Kwakel. De Twist zelf knikt voor sport- en horecacentrum De Polderpoort langs naar het zuiden, en wordt even verder naar het westen gedwongen door de A20, samen met de Watersportweg die het intensiever gebruikte zuidelijk deel van de polder ontsluit. Over een lengte van een kleine kilometer loopt het pad vrijliggend langs deze weg, die verderop Broekpolderweg heet. Ter hoogte van manege Die Flardingha Ruiters en de sportvelden van Victoria '04 (voetbal) en Pollux (hockey) gaat het pad op in de Broekpolderweg richting Maassluis en Maasdam. Kort voor de manege is er een afslag naar de Westwijk aan de overkant van de A20.
De fietsbrug dient dus overwegend als verbindingsweg, maar de gemeente hoopte ook De Polderpoort beter te ontsluiten.

## Tijdlijn en financiering
Een competitie voor het brugontwerp van de gemeente Vlaardingen werd in 2005 gewonnen door het Nederlandse bedrijf West 8, waarbij het bouwtechnisch ingenieursbedrijf ABT de constructie berekende. De gemeenteraad ging op 21 september 2005 akkoord en verwachtte toen dat er eind 2007 of begin 2008 gebouwd kon worden, maar de planning duurde al tot in 2007. Begin 2008 waren de aanbesteding en gunning afgerond. De kosten werden geraamd op 1,4 miljoen, waarvan de Stadsregio Rotterdam 900 000 euro toezegde. Dit prijspeil komt overeen met een vrij ambitieus ontwerp.
De bouw begon in oktober 2008 en op 18 februari 2009 werd de brug geplaatst. Op 1 april 2009 is hij opgeleverd en op 18 april officieel geopend door de wethouders Versluijs en Robberegt en oud-wethouder Van der Velde.

## Realisering, techniek en afmetingen
Constructiebedrijf Hillebrand bouwde de brug in een loods van gestapelde zeecontainers die op een paar honderd meter van het kanaal opgetrokken was. Met een doorvaarthoogte van 3,20 meter overspant de vakwerkbrug het 45 meter brede vaarwater; de wijdte tussen de dijkkruinen is 50 meter. De gezichtsbepalende brugkoker is 42 meter lang en 12 meter breed. De massa van honderd ton rust op landhoofden die het vaarwater ter plaatse versmallen tot 31 meter. Het fietspad ligt als een losse vloer in de koker maar is niet zelfdragend, het rust op stalen kolommetjes.
De wanden van de grote koker bestaan uit vierhonderd vakwerkdelen die elkaar op meerdere plaatsen met tussenruimte kruisen. De middelste kruisingen zijn verbonden door een gelaste mof, zodat de delen een stijf vlak vormen dat niet zal 'vouwen of kreuken'. De vakwerkdelen zijn uitgevoerd als vierkante kokers van gegalvaniseerd staal die aan de langdsragers gelast zijn. Door de complexe vorm moesten de einden van de kokers allemaal verschillend gezaagd worden met een computergestuurde plasmasnijder.
De eindportalen zijn rotatiestijf en bestaan evenals de langsdragers uit dikwandige kokers met zijden van 300 millimeter. Alle andere vakwerkdelen konden daardoor vrij rank uitgevoerd worden in een vierkant van 120 millimeter. Bij deze delen werd de materiaaldikte individueel bepaald aan de hand van de berekende belasting. De verbindingen van de ranke kokers zorgen dat de brug niet kan knikken, terwijl de gewelfde vorm van het geheel in combinatie met de zwaardere constructiedelen de torsiekrachten opvangt.
Op 18 februari werd de voltooide brug inclusief het brugdek om 6 uur 's morgens op vrachtwagens getild en naar het kanaal gereden. Op beide oevers stond een telescoopkraan, elk met een hefvermogen van 500 ton. Om 17:30 hadden die de brug op zijn plaats gehesen, met hand-en-spandiensten van drijvende pontons.

## Uiterlijk en presentie
Bij de woonwijk aan de oostkant vormt de ingang van de brugkoker een liggende rechthoek. In het midden is de brug in doorsnee ruitvormig en aan de westkant is het weer een liggende rechthoek, maar deze is gekanteld. De kurkentrekkerdraaiing is linksom, niet helemaal een kwartslag. Oorspronkelijk zou de opbouw de volle vijftig meter van de Vaart overspannen, met een verdergaande draaiing. Dit ontwerp kwam echter een miljoen euro boven de begroting. Vanuit sommige gezichtspunten lijkt het of de brug ingestort is, maar het ontwerp is functioneel, de getordeerde vorm dempt de trillingen van het verkeer.
De brug was een van de drie finalisten voor de Dutch Design Awards van 2009 in de categorie Habitat, waar het verbeteren van de levenskwaliteit een bepalend criterium is. Volgens de jury is de vorm 'simpel en gecompliceerd tegelijk' en is het rijden door de koker een bijzondere ervaring. De hoofdontwerper is Adriaan Geuze. De oorspronkelijk felrode kleur moest de brug en het gebied een moderne uitstraling geven en de tint combineerde volgens het ontwerpbureau goed met de groene omgeving. Het rood was in 2014 al merkbaar vervaagd en in 2019 flets geworden. In 2020 waren de zonbeschenen delen van de brug volledig grijs. Van november 2022 tot januari 2023 is de brug opnieuw rood geverfd.
De gemeente noemde de brug in 2013 als een van de herkenningspunten (landmarks) van de stad. De andere waren de Grote Kerk, de molen Aeolus, de Schotse Hooglanders in de Broekpolder, de Oude Haven en het Delta Hotel.

## Benamingen
De brug heet officieel De Twist. Andere aanduidingen zijn Vlaardingervaartbrug en brug over de Vlaardingse Vaart. De bijnaam De Wokkel werd in de volksmond al in 2007 gebruikt, ruim voor de bouw begon. Twist is een woord dat in het Engels kronkeling of draai om de as betekent. Het is ook de benaming voor een dans uit de jaren zestig waarbij de danser het bovenlichaam draait, en verder wordt de term gebruikt om een verrassende verhaalwending aan te geven.